# Robert Alban
Robert Alban (Saint-André-d'Huiriat, 9 de febrer de 1952) va ser un ciclista francès que fou professional entre 1975 i 1985. Durant la seva carrera destaca el bon paper que feu al Tour de França, en què aconseguí una 3a i 5a posició final el 1981 i el 1983 respectivament, a banda de guanyar-hi una etapa el 1981.

## Palmarés
- 1976
  - 1r al Gran Premi de Plumelec
- 1980
  - 1r a Quilan
- 1981
  - 1r a Beaulac-Bernos
  - 1r al Gran Premi de Plumelec
  - 1r a Lescouet-Jugon
  - Vencedor d'una etapa al Tour de França
- 1982
  - 1r del GP des Herbiers
  - Vencedor d'una etapa del Critèrium del Dauphiné Libéré
- 1983
  - 1r a Lescouet-Jugon

### Resultats al Tour de França
- 1979. 19è de la classificació general
- 1980. 11è de la classificació general
- 1981. 3r de la classificació general. Vencedor d'una etapa
- 1982. 11è de la classificació general
- 1983. 5è de la classificació general
- 1984. 38è de la classificació general